# Alžirski dinar
Alžirski dinar, ISO 4217: DZD, je valuta Alžira. Dijeli se na 100 centima.
Alžirski dinar zamijenio je alžirski franak 1964. godine, i od tada je neprekidno u upotrebi. Banka Alžira izdaje kovanice od 5, 10, 20, 50, 100 i 200 dinara, te novčanice od 100, 200, 500, 1000 i 2000 dinara.

## Vanjske poveznice
- Banka Alžira